# シーマーカイ県
シーマーカイ県（シーマーカイけん、ベトナム語：Huyện Si Ma Cai / 縣新馬街?）は、ベトナム社会主義共和国ラオカイ省の県。面積は234.54 km²、人口は31,323人（2009年）である。

## 行政区画
1市鎮13社を管轄する。